# Великобритания на летних Олимпийских играх 1904
Великобритания на летних Олимпийских играх 1904 была представлена шестью спортсменами в трёх видах спорта. Страна заняла шестое место в общекомандном зачёте.

## Медалисты

### Золото
| Золото |            |                               |
| №      | Спортсмены | Вид спорта (дисциплина)       |
| 1      | Том Кили   | Лёгкая атлетика (десятиборье) |

### Серебро
| Серебро |            |                                                      |
| №       | Спортсмены | Вид спорта (дисциплина)                              |
| 1       | Джон Дейли | Лёгкая атлетика (бег на 2590 метров с препятствиями) |

## Результаты соревнований

### Гольф
| Соревнование     | Спортсмены        | Квалификация | Квалификация | Первый раунд               | Второй раунд                | Четвертьфинал      | Полуфинал          | Финал              |
| Соревнование     | Спортсмены        | Результат    | Место        | Соперник Результат         | Соперник Результат          | Соперник Результат | Соперник Результат | Соперник Результат |
| ---------------- | ----------------- | ------------ | ------------ | -------------------------- | --------------------------- | ------------------ | ------------------ | ------------------ |
| Одиночный разряд | Симпсон Фулис     | 174          | 16           | Генри Поттер (USA) выиграл | Дэниел Сойер (USA) проиграл | не прошёл          | не прошёл          | не прошёл          |
| Одиночный разряд | Фредерик Ньюберри | 201          | 54           | не прошёл                  | не прошёл                   | не прошёл          | не прошёл          | не прошёл          |

### Лёгкая атлетика
| Соревнование                       | Спортсмен     | Финал     | Финал |
| Соревнование                       | Спортсмен     | Результат | Место |
| ---------------------------------- | ------------- | --------- | ----- |
| Бег на 2590 метров с препятствиями | Джон Дейли    | 7:40,6    | 2     |
| Десятиборье                        | Том Кили      | 6036      | 1     |
| Десятиборье                        | Джон Холлоуэй | 5237      | 4     |

### Фехтование
| Соревнование | Спортсмен       | Полуфинал | Полуфинал | Финал     | Финал     |           |
| Соревнование | Спортсмен       | Побед     | Место     | Побед     | Место     |           |
| ------------ | --------------- | --------- | --------- | --------- | --------- | --------- |
| Рапира       | Уилфред Холройд | 1         | 3         | не прошёл | не прошёл | не прошёл |